# Theridiosoma savannum
Espèce
Synonymes
- Theridiosoma nelsoni Bryant, 1945

Theridiosoma savannum est une espèce d'araignées aranéomorphes de la famille des Theridiosomatidae.

## Distribution
Cette espèce est endémique des États-Unis. Elle se rencontre en Géorgie, en Floride, en Alabama et au Mississippi,.

## Description
Le mâle holotype mesure 1,15 mm. La femelle décrite par Bryant en 1945 sous le nom Theridiosoma nelsoni mesure 1,5 mm.

## Étymologie
Son nom d'espèce lui a été donné en référence au lieu de sa découverte, Savannah.

## Publication originale
- Chamberlin & Ivie, 1944 : Spiders of the Georgia region of North America. Bulletin of the University of Utah, vol. 35, no 9, p. 1-267.